# 舊奇里基河
舊奇里基河（西班牙語：Río Chiriquí Viejo）是巴拿馬的河流，位於該國西部，流經奇里基省，毗鄰與哥斯達黎加接壤邊境，河道全長161公里，流域面積1,376平方公里。